# Dacus taui
Dacus taui är en tvåvingeart som beskrevs av Drew och Romig 2001. Dacus taui ingår i släktet Dacus och familjen borrflugor. Inga underarter finns listade i Catalogue of Life.